# Diether Vásquez
Diether Hans Vásquez Soto (Lima, Perú, 6 de julio de 2003) es un futbolista profesional peruano. Juega como extremo derecho y su equipo actual es Universidad César Vallejo de la Liga 2 de Perú.

## Carrera
En el año 2023 es subido al primer equipo de Universidad César Vallejo, donde había hecho todas sus divisiones inferiores, sin embargo no logró debutar oficialmente en Primera División.
Ese mismo año, fue convocado por la Selección sub-20 de Perú, para disputar el Sudamericano Sub-20 realizado en Colombia, y donde marcó 1 gol en el certamen. 
Después de participar en el Sudamericano, en febrero del 2023 es comprado por el Mineros de Zacatecas mexicano. 

## Estadísticas

### Clubes
| Club                          | Div           | Temporada     | Liga  | Liga  | Liga   | Copas nacionales | Copas nacionales | Copas nacionales | Torneos internacionales | Torneos internacionales | Torneos internacionales | Total | Total | Total  |
| Club                          | Div           | Temporada     | Part. | Goles | Asist. | Part.            | Goles            | Asist.           | Part.                   | Goles                   | Asist.                  | Part. | Goles | Asist. |
| ----------------------------- | ------------- | ------------- | ----- | ----- | ------ | ---------------- | ---------------- | ---------------- | ----------------------- | ----------------------- | ----------------------- | ----- | ----- | ------ |
| Mineros de Zacatecas · México | 2.ª           | 2023          | 10    | 0     | 0      | —                | —                | —                | —                       | —                       | —                       | 10    | 0     | 0      |
| Mineros de Zacatecas · México | 2.ª           | 2023-24       | 15    | 2     | 0      | —                | —                | —                | —                       | —                       | —                       | 15    | 2     | 0      |
| Mineros de Zacatecas · México | Total club    | Total club    | 25    | 2     | 0      | 0                | 0                | 0                | 0                       | 0                       | 0                       | 25    | 2     | 0      |
| Total carrera                 | Total carrera | Total carrera | 25    | 2     | 0      | 0                | 0                | 0                | 0                       | 0                       | 0                       | 25    | 2     | 0      |
| 1. 2. 3.                      |               |               |       |       |        |                  |                  |                  |                         |                         |                         |       |       |        |